# La Pineda (Sant Martí de Tous)
La Pineda és una obra modernista de Sant Martí de Tous (Anoia) protegida com a bé cultural d'interès local.

## Descripció
És una masia catalana que va ser ampliada a la dècada del 1920 i se li van afegir detalls modernistes. De planta rectangular, és asimètrica, essent només regular la part central. Els detalls són neoromànics i predominen els arcs cecs a la part lateral de la balustrada.

## Història
És una masia aïllada entre els camps de conreu de la mateixa propietat.